# Controlled Substances Act
Der Controlled Substances Act (CSA) ist ein Gesetz, das die Grundlage für die bundesweite US-amerikanische Drogenpolitik bildet. Es regelt die Herstellung, Einfuhr, den Besitz, die Nutzung und den Vertrieb bestimmter Substanzen. Das Gesetz wurde vom 91. Kongress der Vereinigten Staaten als Titel II des Comprehensive Drug Abuse Prevention and Control Act of 1970 verabschiedet und von Präsident Richard Nixon unterschrieben. Das Gesetz diente außerdem zur nationalen Umsetzung des Einheitsabkommens über die Betäubungsmittel.
Mit dem Gesetz wurden fünf Anhänge (Klassifizierungen) erstellt, die unterschiedliche Kriterien zur Aufnahme von Substanzen haben. Die Drug Enforcement Administration (DEA) und die Food and Drug Administration (FDA) entscheiden, in welchen Anhang Substanzen aufgenommen werden; die erste Auflistung wurde durch den Kongress mit dem Gesetz festgelegt. Einige Substanzen wurden durch ein Gesetz des Kongresses aufgenommen, beispielsweise 4-Hydroxybutansäure (GHB) in Anhang I und Natriumoxybat (das isolierte Natriumsalz aus GHB) in Anhang III bei Nutzung über FDA, NDA oder IND durch den Hillory J. Farias and Samantha Reid Date-Rape Prevention Act of 2000. Die Klassifizierungen müssen auf Grundlage von Kriterien wie dem Missbrauchspotenzial (ein nicht definierter Begriff), der Akzeptanz der medizinischen Nutzung in den Vereinigten Staaten und internationaler Verträge getroffen werden.

## Geschichte
Anfang des 20. Jahrhunderts wurden in den Vereinigten Staaten erstmals Suchtmittel verboten, außerdem half die Internationale Opiumkonferenz bei der Regulierung des internationalen Handels. Der Pure Food and Drug Act war der Beginn einer Reihe von über 200 Gesetzen zur öffentlichen Gesundheit und dem Verbraucherschutz, unter ihnen auch der Federal Food, Drug, and Cosmetic Act (1938) und dessen Erweiterung durch das Kefauver Harris Amendment von 1962.
1969 gab Präsident Richard Nixon bekannt, dass Attorney General John N. Mitchell eine umfangreiche Maßnahme vorbereite, um die Probleme mit Drogen und Betäubungsmitteln im Bundesrecht durch die Zusammenfassung der bisherigen Gesetze in einem einzigen neuen Gesetz zu lösen. Mit Hilfe des Rechtsberaters des Weißen Hauses, John Dean, des Exekutivdirektors der Shafer-Kommission, Michael Sonnenreich und des Direktors des BNDD, John Ingersoll, der den Gesetzestext erstellte, war Mitchell in der Lage, Nixon einen Gesetzesentwurf vorzulegen.
Der CSA kombinierte nicht nur die bereits bestehenden Drogengesetze des Bundes und erweiterte deren Geltungsbereich, sondern änderte auch die Drogenpolitik des Bundes und erweiterte die Strafverfolgungskompetenz des Bundes in Bezug auf kontrollierte Substanzen.
Mit Titel II, Abschnitt F des Comprehensive Drug Abuse Prevention and Control Act of 1970 wurde zur Untersuchung von Cannabismissbrauch in den Vereinigten Staaten die National Commission on Marijuana and Drug Abuse gegründet – bekannt als Shafer-Kommission nach ihrem Vorsitzenden Raymond Philip Shafer. Während der Präsentation des ersten Berichts der Kommission an den Kongress empfahlen Sonnenreich und Shafer die Entkriminalisierung von Marihuana in kleinen Mengen, mit den Worten von Shafer:

“[T]he criminal law is too harsh a tool to apply to personal possession even in the effort to discourage use. It implies an overwhelming indictment of the behavior which we believe is not appropriate. The actual and potential harm of use of the drug is not great enough to justify intrusion by the criminal law into private behavior, a step which our society takes only with the greatest reluctance.”

„[D]as Strafrecht ist ein zu strenges Instrument, um es auf den persönlichen Besitz anzuwenden, selbst wenn versucht wird, die Verwendung zu verhindern. Dies impliziert eine überwältigende Anklage gegen das Verhalten, das wir für nicht angemessen halten. Der tatsächliche und potenzielle Schaden des Drogenkonsums ist nicht groß genug, um das Eindringen des Strafrechts in das private Verhalten zu rechtfertigen, einen Schritt, den unsere Gesellschaft nur mit größter Zurückhaltung unternimmt.“

Rufus King bemerkte, dass die Strategie der von Harry J. Anslinger ähnelte, als dieser die frühen Anti-Drogen-Verträge in einer Konvention zusammenfasste und die Gelegenheit nutze, um neue Bestimmungen hinzuzufügen, die sonst für die internationale Gemeinschaft unangenehm gewesen wären. Laut David T. Courtwright „war das Gesetz Teil eines umfangreichen Reformpakets, mit dem die amerikanische Drogenpolitik rationalisiert und in Teilen liberalisiert werden sollte.“ Es schaffte Mindeststrafen ab und unterstützte die Forschung und die medikamentöse Behandlung. King merkte an, dass die Regelungen zur Rehabilitation einen Kompromiss für Senator Jim Hughes, der einen moderaten Ansatz befürwortete, darstellte. Der von Senator Everett Dirksen vorgelegte Gesetzesentwurf umfasste 91 Seiten. Während der Ausarbeitung des Gesetzes erarbeitete das Justizministerium auch den Uniform Controlled Substances Act, dessen Inhalt den des Controlled Substances Act widerspiegelt.

### Erweiterungen (1970–2017)
Seit 1970 wurde das Gesetz mehrfach erweitert:
1. 1976 mit dem Medical Device Regulation Act.[18]
2. 1978 wurden mit dem Psychotropic Substances Act Bestimmungen zur Umsetzung der Konvention über psychotrope Substanzen ergänzt.[19]
3. Der Controlled Substances Penalties Amendments Act of 1984.
4. Mit dem Federal Analogue Act von 1986 wurden Chemikalien, die „im Wesentlichen ähnlich“ sind, in Anhang I und II aufgenommen.
5. Mit dem Chemical Diversion and Trafficking Act von 1988 (implementiert am 1. August 1989 als Artikel 12) wurden Bestimmungen zur Umsetzung des Übereinkommens der Vereinten Nationen gegen den unerlaubten Verkehr mit Suchtstoffen und psychotropen Stoffen, das am 11. November 1990 in Kraft trat, hinzugefügt.
6. 1990 wurden mit dem Anabolic Steroids Act als Teil des Crime Control Act of 1990 Anabole Steroide in Anhang III aufgenommen.[20]:30
7. 1993 der Domestic Chemical Diversion and Control Act (gültig ab 16 April 16 1994) als Reaktion auf den Methamphetaminhandel.
8. 2008 der Ryan Haight Online Pharmacy Consumer Protection Act of 2008.[21]
9. 2010 die Electronic Prescriptions for Controlled Substances (EPCS).
10. Mit dem Secure and Responsible Drug Disposal Act von 2010 (gültig ab 12. Oktober 2010) wurde Apotheken als Reaktion auf die Opioidkrise in den USA ermöglicht, Rücknahmeprogramme für kontrollierte Substanzen durchzuführen.[22]
11. 2017 wurde mit dem Protecting Patient Access to Emergency Medications Act (PPAEMA) Abschnitt 33 des CSA dahingehend geändert, dass Rettungsdienst-Agenturen durch die DEA-Registrierung Genehmigungen zur Verwendungen von Daueraufträgen erhalten können und Anforderungen für die Verwaltung von kontrollierten Substanzen erfüllen müssen.[23]

## Inhalt
Der Controlled Substances Act besteht aus zwei Unterkapiteln. Unterkapitel I definiert die Anhänge I bis V, führt Chemikalien auf, die zur Herstellung von kontrollierten Substanzen verwendet werden und unterscheidet zwischen rechtmäßiger und rechtswidriger Herstellung, Handel und Besitz der Substanzen, einschließlich der Arzneimittel für den persönlichen Gebrauch nach Anhang I. Außerdem wird die Höhe der Geldstrafen und die Länge der Haftstrafen angegeben. Unterkapitel II enthält Regelungen zur Ein- und Ausfuhr kontrollierter Substanzen und gibt ebenfalls Geld- und Haftstrafen für Verstöße an.

## Durchsetzungsbehörde

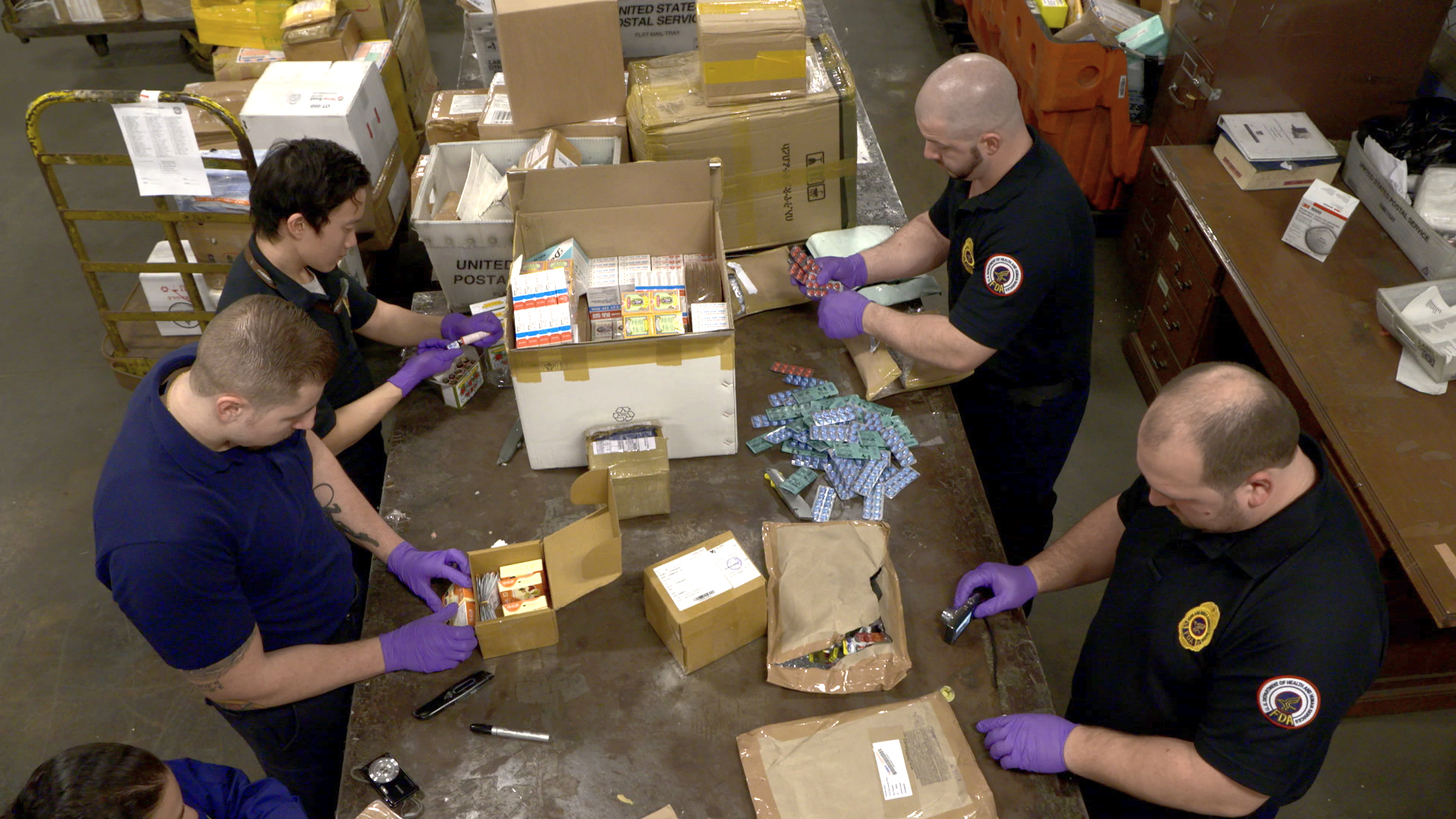
Mitarbeiter der Food and Drug Administration durchsuchen Pakete nach illegalen Drogensendungen in einem internationalen Postzentrum in New York.

Die Drug Enforcement Administration wurde 1973 gegründet und kombinierte das Bureau of Narcotics and Dangerous Drugs (BNDD) und die Abteilung für Drogen des Zolls. Anträge zur Aufnahme, Löschung oder Änderung eines Eintrags einer Substanz in einem Anhang können von der DEA, dem Ministerium für Gesundheitspflege und Soziale Dienste der Vereinigten Staaten oder einem Interessensverband, wie Arzneimittelherstellern, medizinischen Gesellschaften, Apothekenvereinigungen, Gruppen, die sich mit Arzneimittelmissbrauch befassen, Regierungsbehörden oder auch von einzelnen Bürger gestellt werden. Wenn ein entsprechender Antrag bei der DEA eingeht, beginnt die Agentur mit einer eigenen Untersuchung der Substanz.
Die DEA kann jederzeit die Untersuchung eines Arzneimittels einleiten, wenn von Laboratorien, Strafverfolgungsbehörden oder aus anderen Informationsquellen neue Erkenntnisse erhalten werden. Sobald die DEA über die nötigen Daten verfügt, fordert der Leiter der DEA:42220 vom Gesundheitsminister eine wissenschaftliche und medizinische Beurteilung und Empfehlung an, ob die Substanz kontrolliert oder aus der Kontrolle entlassen werden soll. Diese Anfrage wird an den stellvertretenden Gesundheitsminister gesendet. Das Gesundheitsministerium fragt beim Kommissar der Food and Drug Administration Informationen an und bittet das National Institute on Drug Abuse um eine Bewertung und Empfehlung. Gelegentlich wird dazu auch die gesamte wissenschaftliche und medizinische Gemeinschaft befragt. Der stellvertretende Gesundheitsminister stellt diese Informationen zusammen und übermittelt eine wissenschaftliche und medizinische Beurteilung an die DEA, ob die Substanz kontrolliert werden soll, beziehungsweise in welchen Anhang sie aufgenommen werden soll.
Die Empfehlung des Gesundheitsministeriums ist insoweit bindend, als dass die DEA einen Stoff nicht kontrolliert, wenn das Gesundheitsministerium aufgrund der medizinischen und wissenschaftlichen Beurteilung empfiehlt, den Stoff nicht zu kontrollieren. Sobald die DEA die wissenschaftliche und medizinische Beurteilung des Gesundheitsministeriums erhalten hat, wertet der Leiter der DEA die Daten aus und entscheidet, ob die Substanz kontrolliert werden soll und in welchen Anhang sie aufgenommen werden soll. In bestimmten Situationen kann die Regierung zeitlich befristet eine Substanz in einen Anhang aufnehmen, ohne dass dieses Verfahren abläuft. Dies ist beispielsweise möglich, wenn ein internationaler Vertrag die Kontrolle einer Substanz erfordert. Außerdem darf der Attorney General befristet eine Substanz in Anhang I aufnehmen, „um eine unmittelbare Gefahr für die öffentliche Gesundheit abzuwenden“. Dieser Erlass tritt erst 30 Tage nach Bekanntgabe in Kraft und gilt für ein Jahr, kann jedoch um sechs Monate verlängert werden, wenn bereits ein Verfahren zur dauerhaften Aufnahme der Substanz in einen Anhang läuft. In jedem Fall tritt die vorübergehende Verfügung mit Abschluss des Verfahrens außer Kraft. Im Gegensatz zum regulären Verfahren unterliegen die vorübergehenden Verfügungen nicht der richterlichen Prüfung.
Außerdem hat der CSA ein Verteilungssystem für diejenigen, die eine Erlaubnis für den Handel mit kontrollierten Substanzen besitzen, geschaffen. Grundlage hierfür ist die Registrierung aller von der DEA zum Handel mit kontrollierten Substanzen autorisierten Personen und Unternehmen. Diese sind verpflichtet, ihre Bestände genau zu dokumentieren und müssen sämtliche Transaktionen nachweisen können sowie eine sichere Lagerung der Substanzen gewährleisten.

## Vertragliche Verpflichtungen
Dem Kongress zufolge besteht der Hauptzweck des CSA darin, „die Vereinigten Staaten in die Lage zu versetzen, alle ihre Verpflichtungen“ aus internationalen Verträgen zu erfüllen. Der CSA hat viele Gemeinsamkeiten mit diesen Verträgen. Sowohl der CSA als auch die internationalen Verträge legen ein System zur Klassifizierung kontrollierter Substanzen in unterschiedliche Anhänge, basierend auf wissenschaftlichen und medizinischen Untersuchungen einer Gesundheitsbehörde, vor. Nach 21 U.S.C. § 811 des CSA ist diese Behörde das Gesundheitsministerium. Nach Artikel 3 des Einheitsabkommens über die Betäubungsmittel und Artikel 2 der Konvention über psychotrope Substanzen ist die Weltgesundheitsorganisation zuständig.
Bei den vertraglichen Verpflichtungen muss jedoch der Vorrang der Verfassung der Vereinigten Staaten gegenüber Verträgen und die gleichrangige Stellung von Verträgen und Gesetzen des Kongresses berücksichtigt werden. Im Fall Reid v. Covert sprach der Oberste Gerichtshof diese beiden Themen an:

“[N]o agreement with a foreign nation can confer power on the Congress, or on any other branch of Government, which is free from the restraints of the Constitution.
Article VI, the Supremacy Clause of the Constitution, declares:
"This Constitution, and the Laws of the United States which shall be made in Pursuance thereof, and all Treaties made, or which shall be made, under the Authority of the United States, shall be the supreme Law of the Land; . . ."
There is nothing in this language which intimates that treaties and laws enacted pursuant to them do not have to comply with the provisions of the Constitution. Nor is there anything in the debates which accompanied the drafting and ratification of the Constitution which even suggests such a result. These debates, as well as the history that surrounds the adoption of the treaty provision in Article VI, make it clear that the reason treaties were not limited to those made in "pursuance" of the Constitution was so that agreements made by the United States under the Articles of Confederation, including the important peace treaties which concluded the Revolutionary War, would remain in effect. It would be manifestly contrary to the objectives of those who created the Constitution, as well as those who were responsible for the Bill of Rights—let alone alien to our entire constitutional history and tradition—to construe Article VI as permitting the United States to exercise power under an international agreement without observing constitutional prohibitions. In effect, such construction would permit amendment of that document in a manner not sanctioned by Article V. The prohibitions of the Constitution were designed to apply to all branches of the National Government, and they cannot be nullified by the Executive or by the Executive and the Senate combined.
There is nothing new or unique about what we say here. This Court has regularly and uniformly recognized the supremacy of the Constitution over a treaty. For example, in Geofroy v. Riggs, 133 U. S. 258, 133 U. S. 267, it declared:
"The treaty power, as expressed in the Constitution, is in terms unlimited except by those restraints which are found in that instrument against the action of the government or of its departments, and those arising from the nature of the government itself and of that of the States. It would not be contended that it extends so far as to authorize what the Constitution forbids, or a change in the character of the government, or in that of one of the States, or a cession of any portion of the territory of the latter, without its consent."
This Court has repeatedly taken the position that an Act of Congress, which must comply with the Constitution, is on a full parity with a treaty, and that, when a statute which is subsequent in time is inconsistent with a treaty, the statute to the extent of conflict renders the treaty null. It would be completely anomalous to say that a treaty need not comply with the Constitution when such an agreement can be overridden by a statute that must conform to that instrument.”

„[K]ein Übereinkommen mit einer anderen Nation kann dem Kongress oder einer anderen Regierungseinrichtung Macht verleihen, die von den Beschränkungen der Verfassung frei ist.
Artikel VI, die Supremacy-Klausel der Verfassung, erklärt:
„Diese Verfassung und die Gesetze der Vereinigten Staaten, die in Folge davon erlassen werden, und alle Verträge, die unter der Autorität der Vereinigten Staaten abgeschlossen werden oder die unter der Autorität der Vereinigten Staaten abgeschlossen werden sollen, sind das oberste Gesetz des Landes;...“
In diesem Wortlaut gibt es nichts, was darauf hindeutet, dass Verträge und Gesetze, die gemäß diesen Gesetzen erlassen wurden, nicht den Bestimmungen der Verfassung entsprechen müssen. Es gibt auch nichts in den Debatten, die mit der Ausarbeitung und Ratifizierung der Verfassung einhergingen, was auf ein solches Ergebnis hindeuten würde. Diese Debatten sowie die Geschichte, die mit der Annahme der Vertragsbestimmung in Artikel VI verbunden ist, machen deutlich, dass Verträge nicht auf diejenigen beschränkt waren, die im Rahmen der „Erfüllung“ der Verfassung geschlossen wurden, sondern dass Vereinbarungen der Vereinigten Staaten mit der Konföderation, einschließlich der wichtigen Friedensverträge, mit denen der Unabhängigkeitskrieg beendet wurde, in Kraft bleiben. Es würde offensichtlich den Zielen derjenigen widersprechen, die die Verfassung geschaffen haben, sowie derjenigen, die für die Bill of Rights verantwortlich waren – sowie unserer gesamten Verfassungsgeschichte und -tradition fremd sein – Artikel VI so auszulegen, dass die Vereinigten Staaten die Macht im Rahmen eines internationalen Abkommens ohne Einhaltung verfassungsrechtlicher Vorgaben ausüben könnten. Tatsächlich würde eine solche Konstruktion eine Änderung dieses Dokuments in einer Weise ermöglichen, die nicht durch Artikel V verhindert wird. Die Verbote der Verfassung sollen für alle Zweige der nationalen Regierung gelten und können weder von der Exekutive noch von der Exekutive zusammen mit dem Senat aufgehoben werden.
Es gibt nichts Neues oder Einzigartiges an dem, was wir hier sagen. Dieser Gerichtshof hat regelmäßig und einheitlich die Vorherrschaft der Verfassung über einen Vertrag anerkannt. Zum Beispiel erklärte es in Geofroy v. Riggs, 133 U. S. 258, 133 U. S. 267:
„Die in der Verfassung zum Ausdruck gebrachte Vertragsgewalt ist unbegrenzt, mit Ausnahme der Beschränkungen, die in diesem Instrument gegen Aktionen der Regierung oder ihrer Behörden bestehen, und derjenigen, die sich aus der Natur der Regierung selbst oder des Staates ergeben. Sie wäre nicht soweit auszulegen, dass sie etwas genehmigt, was die Verfassung verbietet, oder eine Änderung des Charakters der Regierung oder eines der Staaten oder eine Abtretung eines Teils des Territoriums von Letzterem ohne seine Zustimmung genehmigt.“
Dieser Gerichtshof hat wiederholt den Standpunkt vertreten, dass ein Gesetz des Kongresses, das der Verfassung entsprechen muss, in vollem Umfang einem Vertrag gleichwertig ist, und dass, wenn ein zeitlich nachfolgendes Statut nicht mit einem Vertrag vereinbar ist, das Statut den Konfliktpunkt des Vertrages nichtig macht. Es wäre völlig ungewöhnlich zu sagen, dass ein Vertrag nicht der Verfassung entsprechen muss, wenn eine solche Vereinbarung durch ein Gesetz außer Kraft gesetzt werden kann, das diesem Instrument entsprechen muss.“

Dem Cato Institute zufolge sind die Verträge nur so lange (rechtlich) bindend, wie die Nation bereit ist, Vertragsstaat zu bleiben. Der Kongress der Vereinigten Staaten und der Präsident der Vereinigten Staaten haben die absolute Souveränität, sich gemäß der Verfassung aus den Verträgen zurückzuziehen. Ab diesem Zeitpunkt binden die Verträge das Land auf keine Art und Weise mehr.
Es existiert ein Mechanismus zur automatischen Einhaltung vertraglicher Verpflichtungen, der auch Mechanismen zur Änderung der internationalen Kontrolle von Arzneimitteln – um den wirtschaftlichen und medizinischen Erkenntnissen des Gesundheitsministeriums zu entsprechen – enthält. Wenn die Kontrolle einer Substanz durch ein internationales Übereinkommen erforderlich ist, muss der Attorney General „eine Anordnung zur Kontrolle einer solchen Substanz gemäß dem Anhang erlassen, den er für die Erfüllung solcher Verpflichtungen für am besten geeignet hält“, ohne Rücksicht auf das normale Verfahren und die Einschätzungen des Gesundheitsministeriums. Trotzdem hat der Gesundheitsministerium großen Einfluss bei der Verhandlung über die Aufnahme einer Substanz durch ein  internationales Übereinkommen, da er befugt ist, „den Vorschlag zu bewerten und dem Außenminister eine Empfehlung zu unterbreiten, die für den Vertreter der Vereinigten Staaten bei Diskussionen und Verhandlungen im Zusammenhang mit dem Vorschlag bindend ist.“
Wenn die Suchtstoffkommission der Vereinten Nationen eine Substanz im Rahmen der Konvention über psychotrope Substanzen in einen Anhang aufgenommen oder einen Eintrag verändert hat, so dass die Regelungen der Vereinigten Staaten nicht mehr den Bestimmungen des Vertrages entsprechen, muss der Gesundheitsminister eine Empfehlung abgeben, wie die Substanz durch den CSA kontrolliert werden soll. Wenn der Gesundheitsminister mit der Entscheidung der Suchtkommission einverstanden ist, kann er dem Attorney General empfehlen, die Substanz entsprechend einzuordnen. Ist er mit der Entscheidung der Kommission nicht einverstanden, so muss der Attorney General die Substanz zeitlich befristet in einen der Anhänge aufnehmen (den, der die Mindestanforderungen des Vertrages erfüllt) und von allen Regelungen, die nicht durch den Vertrag gefordert sind, ausnehmen. Der Gesundheitsminister muss vom Außenminister verlangen, sich bei der Suchtkommission oder dem Wirtschafts- und Sozialrat der Vereinten Nationen dafür einzusetzen, die Substanz aus der internationalen Kontrolle zu nehmen oder in einen anderen Anhang einzuordnen. Die zeitlich befristete Aufnahme endet, sobald die vertraglichen Verpflichtungen keine Kontrolle mehr erfordern.
Diese Bestimmungen kamen 1984 zur Anwendung, um Rohypnol (Flunitrazepam) in Anhang IV aufzunehmen. Die Substanz erfüllte nicht die Kriterien des Controlled Substances Act zur Aufnahme in einen Anhang, die Kontrolle wurde jedoch durch die Konvention über psychotrope Substanzen erforderlich. 1999 erklärte ein Mitarbeiter der FDA vor dem Kongress:

“Rohypnol is not approved or available for medical use in the United States, but it is temporarily controlled in Schedule IV pursuant to a treaty obligation under the 1971 Convention on Psychotropic Substances. At the time flunitrazepam was placed temporarily in Schedule IV (November 5, 1984), there was no evidence of abuse or trafficking of the drug in the United States.”

„Rohypnol ist in den Vereinigten Staaten nicht zugelassen oder für medizinische Zwecke erhältlich, wird jedoch in Anhang IV gemäß einer vertraglichen Verpflichtung nach der Konvention von 1971 über psychotrope Substanzen vorübergehend kontrolliert. Zu dem Zeitpunkt, als Flunitrazepam vorübergehend in Anhang IV aufgenommen wurde (5. November 1984), gab es in den Vereinigten Staaten keinen Hinweis auf Missbrauch oder Drogenhandel.“

Im Handbook for Congress des Cato Institute wird die Aufhebung des CSA gefordert, eine Maßnahme die die Vereinigten Staaten vermutlich in Konflikt mit dem Völkerrecht bringen würde, da sich die Vereinigten Staaten verpflichtet haben, das Einheitsabkommen über die Betäubungsmittel und die Konvention über psychotrope Substanzen von 1971 nicht durch nationales Recht aufzuheben, ehe sie den Controlled Substances Act aufheben. Eine Ausnahme wäre lediglich zulässig, wenn die Vertragsbestimmungen der Verfassung der Vereinigten Staaten widersprechen würden. Viele Artikel dieser Verträge – wie Artikel 35 und 36  des Einheitsabkommens – werden von Sätzen, wie „Unter gebührender Berücksichtigung ihrer Verfassungs-, Rechts- und Verwaltungssysteme müssen die Vertragsparteien“ oder „Vorbehaltlich ihrer verfassungsrechtlichen Beschränkungen muss jede Vertragspartei ...“ eingeleitet. Der ehemaligen Leiterin der Abteilung für Nachfragereduzierung des Büros der Vereinten Nationen für Drogen- und Verbrechensbekämpfung, Cindy Fazey, zufolge „wurde dies von den USA ausgenutzt, um Artikel 3 der Konvention von 1988, der verbietet, andere zum Konsum von Narkotika oder anderen psychotropen Substanzen anzuregen, nicht zu implementieren, da es dem Recht auf Meinungsfreiheit widersprechen würde.“.

## Anhänge
Die kontrollierten Substanzen sind in den Anhängen I–V aufgeführt. Der CSA beschreibt die Anhänge auf Basis von drei Faktoren:
1. Missbrauchspotenzial: Wie wahrscheinlich ist es, dass die Substanz missbraucht wird?
2. Akzeptanz der medizinischen Nutzung: Wird die Substanz als Medikament in den Vereinigten Staaten genutzt?
3. Sicherheit und Suchtpotential: Ist die Substanz sicher? Wie wahrscheinlich ist es, dass die Substanz eine Sucht verursacht? Welche Arten von Sucht?

Die folgende Tabelle gibt einen Überblick über die Anhänge:
|            | Missbrauchspotenzial | Medizinische Nutzung                             | Suchtpotential                                                                             |
| ---------- | -------------------- | ------------------------------------------------ | ------------------------------------------------------------------------------------------ |
| Anhang I   | Hoch                 | Keine                                            | Die Substanz kann auch unter ärztlicher Aufsicht nicht sicher genutzt werden               |
| Anhang II  | Hoch                 | Teilweise, nur mit „erheblichen Einschränkungen“ | Missbrauch kann zu schwerer psychischer und physischer Abhängigkeit führen                 |
| Anhang III | Mittel               | Ja                                               | Missbrauch kann zu schwerer psychischer oder mittelschwerer physischer Abhängigkeit führen |
| Anhang IV  | Moderat              | Ja                                               | Missbrauch kann zu mittelschwerer psychischer oder physischer Abhängigkeit führen          |
| Anhang V   | Niedrig              | Ja                                               | Missbrauch kann zu geringer psychischer oder physischer Abhängigkeit führen                |

Bevor eine Substanz in einen Anhang aufgenommen wird, ist es erforderlich, dass das „Missbrauchspotenzial“ der Substanz untersucht und festgelegt wird. Die Klassifikation eines Arzneimittels oder einer Substanz wird meist kontrovers diskutiert, was der Zweck des Verfahrens ist.

“The term „controlled substance“ means a drug or other substance, or immediate precursor, included in schedule I, II, III, IV, or V of part B of this subchapter. The term does not include distilled spirits, wine, malt beverages, or tobacco, as those terms are defined or used in subtitle E of the Internal Revenue Code of 1986.”

„Der Begriff „kontrollierte Substanz“ bezeichnet ein Arzneimittel oder eine andere Substanz oder eine unmittelbare Vorstufe, die in Anhang I, II, III, IV oder V von Teil B dieses Unterkapitels enthalten ist. Der Begriff umfasst nicht destillierte Spirituosen, Wein, Malzgetränke oder Tabak, da diese Begriffe in Untertitel E des Internal Revenue Code von 1986 definiert oder verwendet werden.“

Dies wurde von einigen als wichtige Ausnahme angesehen, da Alkohol und Tabak zu den am häufigsten in den USA verwendeten Drogen gehören. Von Bedeutung ist ebenfalls, dass die Ausnahme von Alkohol auch Messwein umfasst, welcher von vielen religiösen Gemeinschaften in den Vereinigten Staaten verwendet wird.

### Anhang I
Substanzen in Anhang I erfüllen die folgenden Kriterien:
- Die Substanz hat ein hohes Missbrauchspotenzial.
- Die Substanz wird in den Vereinigten Staaten derzeit nicht für medizinische Zwecke genutzt.
- Die Sicherheit der Substanz ist für eine Nutzung unter ärztlicher Aufsicht nicht ausreichend.[38]

Substanzen aus Anhang I dürfen nicht verschrieben werden und unterliegen von der DEA festgelegten Produktionsquoten.
Nach der Interpretation des CSA durch die DEA muss die Substanz nicht zwingend ein „hohes Missbrauchspotenzial“ haben, um in Anhang I aufgenommen zu werden:

“[W]hen it comes to a drug that is currently listed in schedule I, if it is undisputed that such drug has no currently accepted medical use in treatment in the United States and a lack of accepted safety for use under medical supervision, and it is further undisputed that the drug has at least some potential for abuse sufficient to warrant control under the CSA, the drug must remain in schedule I. In such circumstances, placement of the drug in schedules II through V would conflict with the CSA since such drug would not meet the criterion of "a currently accepted medical use in treatment in the United States." 21 USC 812(b).”

„[W]enn es sich um ein Medikament handelt, das derzeit in Anhang I aufgeführt ist, bei dem unbestritten ist, dass dieses Medikament derzeit in den USA nicht für die medizinische Behandlung akzeptiert ist und keine akzeptierte Sicherheit für die Verwendung unter ärztlicher Aufsicht besteht, und ferner unbestritten ist, dass das Medikament zumindest ein gewisses Missbrauchspotential aufweist, das ausreicht, um eine Kontrolle im Rahmen des CSA zu rechtfertigen, muss das Medikament in Anhang I verbleiben. Unter diesen Umständen würde die Einstufung des Arzneimittels in die Anhänge II bis V im Widerspruch zum CSA stehen, da ein solches Medikament das Kriterium „eine derzeit akzeptierte medizinische Verwendung in der Behandlung in den Vereinigten Staaten“ nicht erfüllen würde. 21 USC 812 (b).“

In diesem Anhang aufgeführte Substanzen:
- Alpha-Methyltryptamin, ein psychedelisches Stimulans und Entaktogen-Droge aus der Gruppe der Tryptamine, welches ursprünglich in den 1960ern von Upjohn als Antidepressivum entwickelt wurde.
- 1-Benzylpiperazin, ein synthetisches Stimulans, das zunächst als Designerdroge Verwendung fand.[40] Obwohl es weniger wirksam als MDMA ist, besteht aufgrund der Gefahr von Neuroadaptationen ein hohes Missbrauchspotenzial.[41]
- Cathinon, ein amphetaminähnliches Stimulans, das aus dem Kathstrauch gewonnen werden kann.
- Dimethyltryptamin, ein natürlich vorkommendes Psychedelikum, das im gesamten Pflanzenreich vorkommt und im menschlichen Körper endogen ist. DMT ist Hauptbestandteil des südamerikanischen Getränks Ayahuasca, für das die União do Vegetal aufgrund der Religionsfreiheit eine Ausnahmegenehmigung hat.
- Etorphin, ein halbsynthetisches Opioid, das etwa 1.000–3.000 mal wirksamer als Morphin ist.
- 4-Hydroxybutansäure, ein Anästhetikum und Mittel zur Behandlung von Narkolepsie-Kataplexie und während des Alkoholentzugs mit schwieriger Dosierung.[42] Es wurde im März 2000 in Anhang I aufgenommen, nachdem die Verwendung der Substanz die Patienten oft in die Notaufnahme brachte und einige Todesfälle auslöste.[43] Eine spezielle Formulierung unter dem Handelsnamen Xyrem wurde in Anhang III aufgenommen.
- Heroin, welches in einigen europäischen Ländern nach Morphin als Mittel zur Schmerzlinderung bei Krebspatienten eingesetzt wird. Es ist doppelt so wirksam wie Morphin und wird nach der Injektion in den Blutkreislauf in dieses umgewandelt.
- Ibogain, eine in Pflanzen aus der Familie der Apocynaceae natürlich vorkommende psychoaktive Substanz. In einigen Ländern wird sie zur Behandlung Drogensüchtiger verwendet. Ibogain wird in Afrika bei den Bwiti für medizinische und rituelle Zwecke genutzt.
- LSD, ein halbsynthetisches Psychedelikum, das für seine Verwendung in der Gegenkultur der 1960er bekannt ist.
- Marihuana und seine Cannabinoide. Reines Tetrahydrocannabinol ist außerdem in Anhang III aufgeführt und eingeschränkt nutzbar. Eine Herabstufung von Cannabis aus dem Anhang I in den Anhang III wird vom Justizministerium angestrebt.[44] Präsident Donald Trump bestätigte im August 2025, dass auch die von ihm geführte Regierung die Herabstufung von Cannabis anstrebt.[45]
- MDMA, ein Stimulans, Psychedelikum und Entaktogen, das ursprünglich zur psycholytischen Therapie der Posttraumatischen Belastungsstörung entwickelt wurde. Die Mediziner empfahlen ursprünglich eine Aufnahme in Anhang III, was jedoch von der Regierung abgelehnt wurde, obwohl zwei Gerichtsurteile eine Aufnahme in Anhang I als illegal einstuften. Daher war die Substanz von der ersten Anhörung am 22. Dezember 1987 bis zum 1. Juli 1988 keinem Anhang zugeordnet.[46]
- Mescalin, ein natürlich vorkommendes Psychedelikum und Hauptwirkstoff in Lophophora williamsii, Echinopsis pachanoi und Echinopsis peruviana.
- Methaqualon, ein Sedativum, das für die gleichen Zwecke wie Barbiturate verwendet wurde.
- Lophophora williamsii, ein Kaktus, der im nordöstlichen Mexiko vorkommt; eine der wenigen Pflanzen, die aufgenommen wurden, mit einer Ausnahme für die religiöse Verwendung durch amerikanische Ureinwohner.
- Psilocybin und Psilocin, natürlich vorkommende Psychedelika und Hauptwirkstoffe der psilocybinhaltigen Pilze.
- Vergleichbare Substanzen, die für die Anwendung am Menschen geeignet sind, werden durch den Federal Analog Act definiert.

### Anhang II
Substanzen in Anhang II erfüllen die folgenden Kriterien:
- Die Substanz hat ein hohes Missbrauchspotenzial.
- Die Substanz wird in den Vereinigten Staaten für medizinische Zwecke genutzt.
- Missbrauch der Substanz kann zu schwerer psychischer oder physischer Abhängigkeit führen.[38]

Außer wenn eine Substanz aus Anhang II direkt vom Arzt an den Patienten abgegeben wird, darf eine solche Substanz, die nach dem Federal Food, Drug, and Cosmetic Act (21 USC 301 et seq.) verschreibungspflichtig ist, nicht ohne eine schriftliche Verordnung des Arztes abgegeben werden. Hiervon ausgenommen sind Notfälle, in denen ein solches Medikament auch aufgrund einer mündlichen Verordnung nach § 503(b) des Gesetzes (21 USC 353 (b)) abgegeben werden darf. Mit Ausnahmen ist das Originalrezept erforderlich, es genügt jedoch, wenn es als Fax vorliegt. Verschreibungen sollen in Übereinstimmung mit den Anforderungen des § 827 des Gesetzes aufbewahrt werden. Ein Rezept für eine kontrollierte Substanz aus Anhang II darf nicht erneut eingelöst werden. Es gibt keine  Regelungen für Notsituationen außerhalb des „geschlossenen Systems“ des Controlled Substances Act, obwohl dieses bei Unfällen in entlegenen Gebieten oder bei Naturkatastrophen wie Hurrikans oder Erdbeben möglicherweise nicht funktionell ist. Handlungen, die als unmoralisch betrachtet werden, werden weiterhin mit strengen Strafen geahndet.
Die Arzneistoffe unterscheiden sich stark in ihrer Wirksamkeit: So ist Fentanyl etwa 80 mal wirksamer als Morphin (Heroin ist doppelt so wirksam). Noch stärker unterscheiden sie sich hinsichtlich ihrer chemischen Natur. Die pharmakologische Einordnung und die Einteilung durch den CSA haben nur wenige Gemeinsamkeiten.
Da Rezepte für Substanzen aus Anhang II nicht erneut eingelöst werden dürfen, haben Arzt und Patient bei einer Langzeitbehandlung mit einer entsprechenden Substanz einen erhöhten Aufwand. Um diesen zu verringern, wurde 2007 den Ärzten erlaubt, bis zu drei Rezepte gleichzeitig auszustellen, um eine Versorgung für 90 Tage sicherzustellen. Dabei muss jeweils der früheste Zeitpunkt angegeben werden, an dem das Rezept eingelöst werden darf.
In diesem Anhang aufgeführte Substanzen:
- Amphetamine (u. a. Dextroamphetamin, Lisdexamfetamin): Behandlung der Aufmerksamkeitsdefizit-/Hyperaktivitätsstörung, Narkolepsie, schwerer Adipositas (eingeschränkt, nur Dextroamphetamin) und von Binge Eating (nur Lisdexamfetamin). Ursprünglich in Anhang III, 1971 in Anhang II verschoben.
- Barbiturate wie Pentobarbital
- Kokain: als Lokalanästhetikum und gegen Nasenbluten
- Codein: rein und in jedem nicht-parenteralen Arzneimittel mit mindestens 90 mg Codein je Dosis.
- Diphenoxylat (rein)
- Fentanyl und die meisten anderen starken Opioid-Agonisten, z. B. Levorphanol
- Hydrocodon seit Oktober 2014 in jeder Formulierung. Bis Oktober 2014 waren Formulierungen, die Hydrocodon und rezeptfreie Analgetika wie Paracetamol und Ibuprofen enthielten, in Anhang III gelistet.[51]
- Hydromorphon (halbsynthetisches Opioid)
- Methadon: Behandlung von Heroin-Sucht, gegen starke chronische Schmerzen
- Methamphetamin: Behandlung der Aufmerksamkeitsdefizit-/Hyperaktivitätsstörung (selten), schwerer Adipositas (eingeschränkt)
- Methylphenidat, Dexmethylphenidat: Behandlung der Aufmerksamkeitsdefizit-/Hyperaktivitätsstörung, Narkolepsie
- Morphin
- Nabilon, ein synthetisches Cannabinoid. Derivat von Tetrahydrocannabinol, das im Anhang III aufgeführt ist.
- Opiumtinktur: ein wirksames Mittel gegen Durchfall
- Oxycodon (halbsynthetisches Opioid)
- Oxymorphon (halbsynthetisches Opioid)
- Pentobarbital, ein Barbiturat, das ursprünglich zur Behandlung von Narkolepsie entwickelt wurde; heute verwendet zur Tötung auf Verlangen und Sterbehilfe bei Tieren.
- Pethidin
- Phencyclidin
- Secobarbital
- Tapentadol, Opioidagonist und Noradrenalin-Wiederaufnahmehemmer.

### Anhang III
Substanzen in Anhang III erfüllen die folgenden Kriterien:
- Die Substanz hat ein geringeres Missbrauchspotenzial als die Substanzen in Anhang I und II.
- Die Substanz wird in den Vereinigten Staaten für medizinische Zwecke genutzt.
- Missbrauch der Substanz kann zu schwerer psychischer oder geringer bis moderater physischer Abhängigkeit führen.[38]

Außer wenn eine Substanz aus Anhang III oder IV direkt vom Arzt an den Patienten abgegeben wird, darf eine solche Substanz, die nach dem Federal Food, Drug, and Cosmetic Act (21 USC 301 et seq.) verschreibungspflichtig ist, nicht ohne eine schriftliche oder mündliche Verordnung des Arztes nach § 503(b) des Gesetzes (21 USC 353 (b)) abgegeben werden. Ein Rezept für eine kontrollierte Substanz aus Anhang III darf maximal sechs Monate lang erneut eingelöst werden und dies höchstens fünf mal, außer der Arzt stellt ein neues Rezept aus. Eine Verschreibung für Substanzen aus den Anhängen III, IV und V kann mündlich, schriftlich oder als Kopie übermittelt werden. Mit einer entsprechenden Erlaubnis, die auch telefonisch erteilt werden darf, kann das Rezept erneut eingelöst werden. Die Kontrolle des Handels ist weniger streng als bei den Substanzen aus Anhang II. Bestimmungen für Notsituationen sind ebenfalls weniger streng, als bei Substanzen in Anhang II, jedoch gibt es auch hier keine Ausnahmeregelungen für den Fall, dass das „geschlossene Systems“ des Controlled Substances Act nicht funktionell ist.
In diesem Anhang aufgeführte Substanzen:
- Ketamin, eine Substanz, die ursprünglich als sicherer, schneller wirksamer Ersatz für Phencyclidin entwickelt wurde (hauptsächlich als Anästhetikum für den Menschen), jedoch hauptsächlich als Anästhetikum für Kinder und Tiere verwendet wird.
- Anabole Steroide (einschließlich Hormonen wie Androstendion), unterschiedliche Abkömmlinge des Testosterons werden in Anhang III aufgeführt, während niedrig dosiertes Testosteron zusammen mit Estrogenderivaten von der FDA aus dem Anhang herausgenommen wurde.[52]
- Mittellang wirkende Barbiturate wie Talbutal und Butalbital
- Buprenorphin (halbsynthetisches Opioid)
- Dihydrocodein zusammen mit anderen Substanzen bis zu einer bestimmten Dosis und Konzentration.
- Natriumoxybat, Natriumsalz der 4-Hydroxybutansäure zur Behandlung von Narkolepsie. Es ist in Anhang III aufgeführt, jedoch ist das Vertriebssystem eingeschränkt; alle anderen Abkömmlinge der 4-Hydroxybutansäure sind hingegen in Anhang I aufgenommen.
- Marinol, Fertigarzneimittel mit Tetrahydrocannabinol als Wirkstoff, gegen Übelkeit und Erbrechen als Folge einer Chemotherapie, sowie gegen durch AIDS verursachte Appetitlosigkeit.
- Paregoric, ein Antidiarrhoikum und Antitussivum, das Opium und Campher enthält (wodurch die Suchtgefahr geringer als bei der in Anhang II aufgeführten Opiumtinktur ist).
- Phendimetrazintartrat, ein synthetisches Stimulans zur Behandlung von Anorexie.
- Benzphetamin, ein synthetisches Stimulans zur Behandlung von Anorexie.
- Schnell wirkende Barbiturate wie Secobarbital und Pentobarbital in Kombination mit weiteren Substanzen, die nicht in Anhang II aufgeführt sind (z. B. als Kombination aus Pentobarbital und Carbromal).
- Ergin, als Sedativum aufgeführt, wird jedoch auch als Psychedelikum eingeordnet.[53][54] Eine wenig wirksame Vorstufe des LSD-Analogon kommt in der Natur in den Samen der Blumen Turbina corymbosa, der Himmelblauen Prunkwinde und der Hawaiianischen Holzrose vor.

### Anhang IV
Substanzen in Anhang IV erfüllen die folgenden Kriterien:
- Die Substanz hat ein geringeres Missbrauchspotenzial als die Substanzen in Anhang III.
- Die Substanz wird in den Vereinigten Staaten für medizinische Zwecke genutzt.
- Missbrauch der Substanz kann zu begrenzter psychischer oder physischer Abhängigkeit führen.[38]

Die Regelungen ähneln denen der Substanzen in Anhang III. Rezepte für Substanzen aus Anhang IV können in einem Zeitraum von sechs Monaten fünf mal erneut eingelöst werden. Eine Verschreibung für Substanzen aus den Anhängen III, IV und V kann mündlich, schriftlich oder als Kopie übermittelt werden. Mit einer entsprechenden Erlaubnis, die auch telefonisch erteilt werden darf, kann das Rezept erneut eingelöst werden.
In diesem Anhang aufgeführte Substanzen:
- Benzodiazepine wie Alprazolam, Chlordiazepoxid, Clonazepam, Diazepam, Lorazepam, Temazepam (in einigen Staaten sind für Temazepam spezielle Rezepte erforderlich), Flunitrazepam (derzeit keine medizinische Verwendung in den Vereinigten Staaten) und Oxazepam
- Die benzodiazepinähnlichen Z-Drugs: Zolpidem, Zopiclon, Eszopiclon und Zaleplon (Zopiclon ist derzeit in den Vereinigten Staaten nicht im Handel)
- Chloralhydrat, ein sedatives Hypnotikum
- Lang wirkende Barbiturate wie Phenobarbital
- Einige analgetische Opioid-Agonisten wie Pentazocin
- Modafinil sowie sein (R)-Enantiomer Armodafinil
- Difenoxin, ein Antidiarrhoikum, in Kombination mit Atropinen (wie Motofen) (Difenoxin ist zwei- bis dreimal so wirksam wie Diphenoxylat, das in Kombination mit Atropin in Anhang V aufgeführt ist)
- Tramadol
- Carisoprodol wurde am 11. Januar 2012 in Anhang IV aufgenommen.[55]

### Anhang V
Substanzen in Anhang V erfüllen die folgenden Kriterien:
- Die Substanz hat ein geringeres Missbrauchspotenzial als die Substanzen in Anhang IV.
- Die Substanz wird in den Vereinigten Staaten für medizinische Zwecke genutzt.
- Missbrauch der Substanz kann zu begrenzter psychischer oder physischer Abhängigkeit führen.[38]

Substanzen aus Anhang V, die Arzneimittel darstellen, dürfen ausschließlich zu medizinischen Zwecken abgegeben werden. Eine Verschreibung für Substanzen aus den Anhängen III, IV und V kann mündlich, schriftlich oder als Kopie übermittelt werden. Mit einer entsprechenden Erlaubnis, die auch telefonisch erteilt werden darf, kann das Rezept erneut eingelöst werden.
In diesem Anhang aufgeführte Substanzen:
- Hustenmittel, die geringe Mengen Codein enthalten (z. B. Promethazin und Codein);
- Zubereitungen, die geringe Mengen Opium oder Diphenoxylat enthalten (zur Behandlung von Durchfall);
- Einige Antikonvulsiva wie Pregabalin, Lacosamid und Retigabin;
- Pyrovaleron (zur Behandlung des Chronischen Fatigue-Syndroms und als Anorektikum zur Gewichtsreduktion);
- Einige systemisch wirkende Antidiarrhoika wie Diphenoxylat mit Atropin. Difenoxin mit Atropin wurde in Anhang IV verschoben. Ohne Atropin sind die Substanzen Anhang II zugeordnet.
- Cannabidiol nur in einer von Marihuana abgeleiteten Formulierung, die von GW Pharmaceuticals als Epidiolex vermarktet wird. Alle anderen Formulierungen mit CBD verbleiben in Anhang 1, mit Ausnahme derjenigen, die vom Hanf abgeleitet werden. Diese werden von keinem Anhang umfasst, jedoch trotzdem von der FDA kontrolliert.[56]

## Regulierung von Vorstufen
Der Controlled Substances Act umfasst auch Regelungen, die Vorstufen betreffen, die zur Herstellung einiger der kontrollierten Substanzen genutzt werden. Die Liste dieser Chemikalien wird aktualisiert, wenn der United States Attorney General feststellt, dass sich die illegalen Herstellungsverfahren geändert haben.
In Ergänzung zum CSA hat der Kongress den Methamphetamine Precursor Control Act erlassen, der aufgrund der häufigen Nutzung von Pseudoephedrin und Ephedrin zur Herstellung von Methamphetamin den Verkauf von Arzneimitteln, die Pseudoephedrin enthalten, einschränkt. Dieses Gesetz wurde durch den Combat Methamphetamine Epidemic Act of 2005 ersetzt, der als Teil einer Erweiterung des USA PATRIOT Act noch weitergehende Einschränkungen zu pseudoephedrinhaltigen Arzneimitteln enthält. Das Gesetz verlangt, dass der Kunde in einem „Logbuch“ unterschreibt und einen gültigen Lichtbildausweis vorlegt. Darüber hinaus darf eine Person nicht mehr als drei Packungen oder 3,6 Gramm eines solchen Produktes pro Tag und Kauf und nicht mehr als neun Gramm im Monat erwerben. Einzelhändler verkaufen diese Produkte üblicherweise nur in der Apotheke oder an einem Service-Schalter. Dies betrifft viele Zubereitungen wie Actifed, die bis dahin frei verkäuflich waren.

## Kritik
Die Einordnung der Substanzen in die Anhänge wurde kritisiert, da die Begriffe nicht genau definiert seien. Ein weiterer Kritikpunkt ist, dass bei Untersuchungen festgestellt wurde, dass mehrere Substanzen, die in Anhang I aufgeführt sind, ein geringes Missbrauchspotenzial haben und ihre Verwendung in der Medizin akzeptiert wird. Dies widerspricht der Voraussetzung, dass eine Substanz, um in Anhang I aufgenommen zu werden, ein hohes Missbrauchspotenzial haben muss und die Verwendung zu medizinischen Zwecken nicht akzeptiert wird. Ein Beispiel ist die Legalisierung des Besitzes und meist auch des Verkaufes von Freizeitcannabis bis zu einer gewissen Menge in 24 Bundesstaaten der Vereinigten Staaten, obwohl es nach dem CSA illegal ist.